# Aeropuerto de Kagoshima
El aeropuerto de Kagoshima (空港 児 gos gos Kagoshima Kūkō) (IATA: KOJ, ICAO: RJFK) es un aeropuerto ubicado en Kirishima, prefectura de Kagoshima, Japón, ubicado a 29.6 km (18.4 mi) al noreste de la estación de Kagoshima-Chūō en la ciudad de Kagoshima. Es el segundo aeropuerto más concurrido de Kyushu después del aeropuerto de Fukuoka.
Japan Air Commuter, una filial regional de Japan Airlines, tiene su sede en el aeropuerto.

## Historia
El aeropuerto se inauguró en 1972, reemplazando un antiguo campo de aviación de la Armada Imperial Japonesa en el área de Kamoike cerca del centro de la ciudad, que había servido como el principal aeropuerto de la ciudad desde 1957. El sitio del antiguo aeropuerto fue re-desarrollado como una "nueva ciudad" con edificios de oficinas y proyectos de viviendas de alta densidad, donde actualmente se encuentra la oficina gubernamental de la Prefectura de Kagoshima, entre otros edificios.
La pista del aeropuerto tenía una longitud inicial de 2.500 m, que se amplió a 3.000 m en 1980. Una terminal internacional se abrió en 1982 y una terminal de carga se abrió en 1987. Actualmente se conserva la pista de 3,000 metros de largo y 45 m de ancho con una calle de rodaje paralela y 7 perpendiculares. El edificio terminal cuenta con nueve puertas, ocho de ellas con puntos de contacto aunque solo un punto de contacto es usado para vuelos internacionales; ANA y JAL cuentan con salones dentro de la terminal.
Las aerolíneas Air Niugini, Cathay Pacific Airways, China Airlines y Nauru Airlines prestaron servicios internacionales a Kagoshima desde la década de 1970 hasta la década de 1980, y JAL operó una ruta a Singapur con escalas en Hong Kong y Bangkok durante la década de 1980. El Aeropuerto de Kagoshima sirvió como destino del último vuelo del programado del NAMC YS-11 en 2006.

## Aerolíneas y destinos
A continuación se muestran:
| Aerolíneas                                    | Destinos                                                                                        |
| --------------------------------------------- | ----------------------------------------------------------------------------------------------- |
| All Nippon Airways                            | Osaka-Itami, Tokyo-Haneda                                                                       |
| All Nippon Airways operado por ANA Wings      | Osaka-Itami                                                                                     |
| China Airlines                                | Taipéi-Taoyuan                                                                                  |
| China Eastern Airlines                        | Shanghái-Pudong                                                                                 |
| Fuji Dream Airlines                           | Shizuoka                                                                                        |
| Hong Kong Airlines                            | Hong Kong                                                                                       |
| Ibex Airlines                                 | Nagoya Centrair                                                                                 |
| Japan Airlines                                | Tokyo-Haneda                                                                                    |
| Japan Airlines operado por J-Air              | Amami Ōshima, Osaka-Itami, Tokunoshima                                                          |
| Japan Airlines operado por Japan Air Commuter | Amami Ōshima, Fukuoka, Kikai, Matsuyama, Okinoerabu, Tanegashima, Tokunoshima, Yakushima, Yoron |
| Jetstar Japan                                 | Nagoya-Centrair, Tokyo-Narita                                                                   |
| Korean Air                                    | Seúl-Incheon                                                                                    |
| Peach                                         | Osaka-Kansai                                                                                    |
| Skymark Airlines                              | Amami Ōshima, Kōbe, Nagoya-Centrair, Tokyo-Haneda                                               |
| Solaseed Air                                  | Nagoya-Centrair, Naha, Tokyo-Haneda                                                             |
| T'way Airlines                                | Estacional: Seúl-incheon                                                                        |

## Galería de fotos

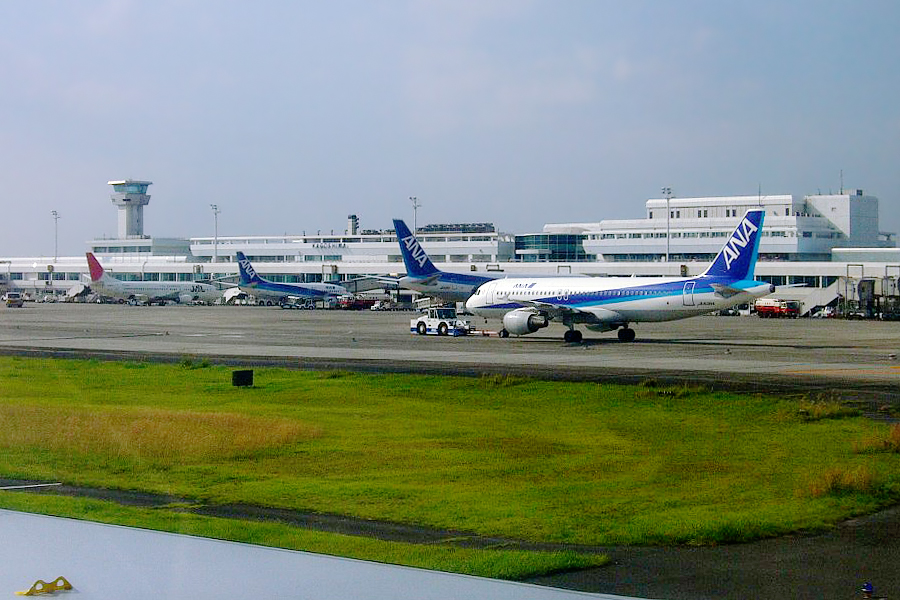
Lado aire del aeropuerto en 2006
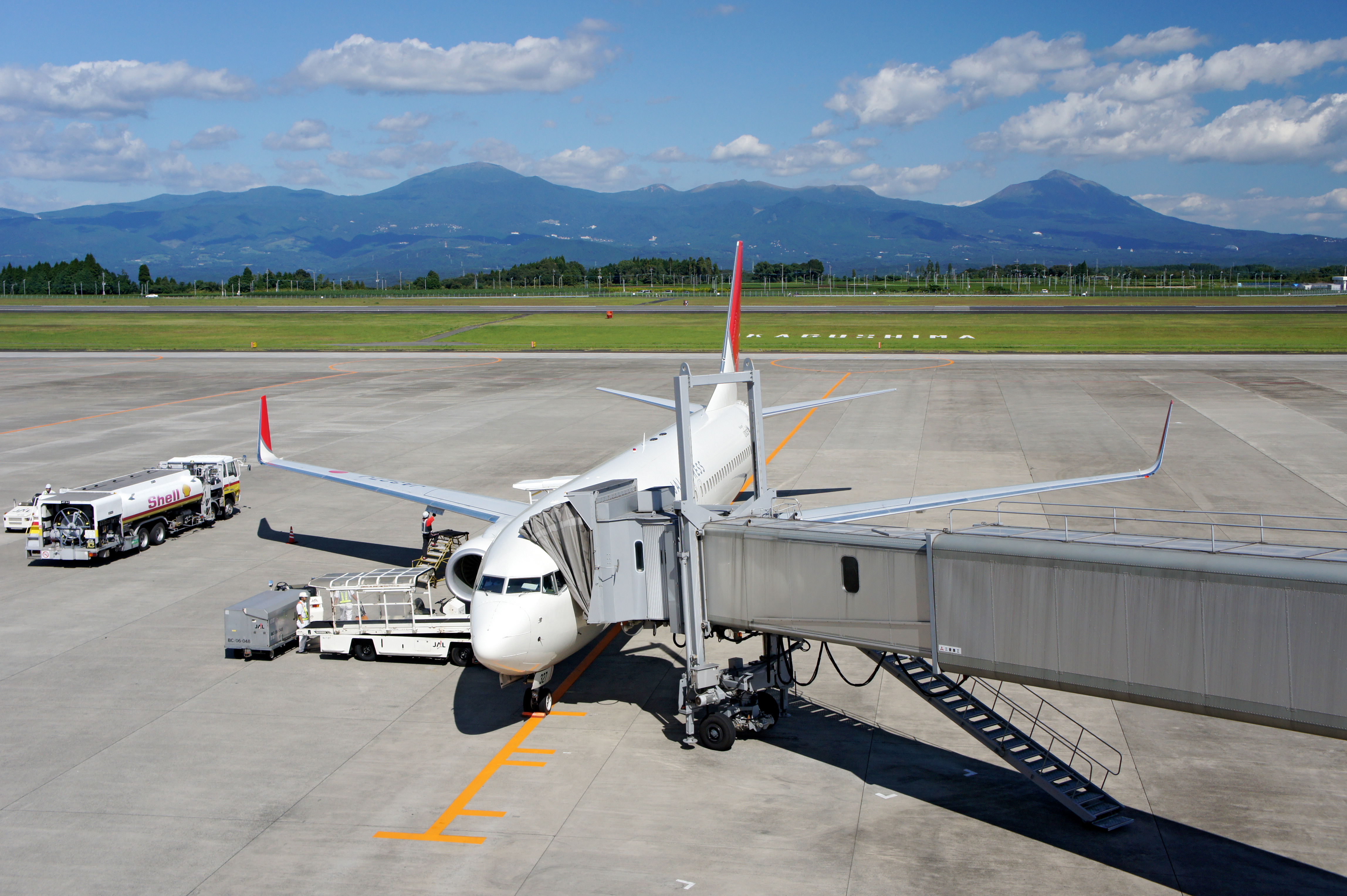
Punto de contacto
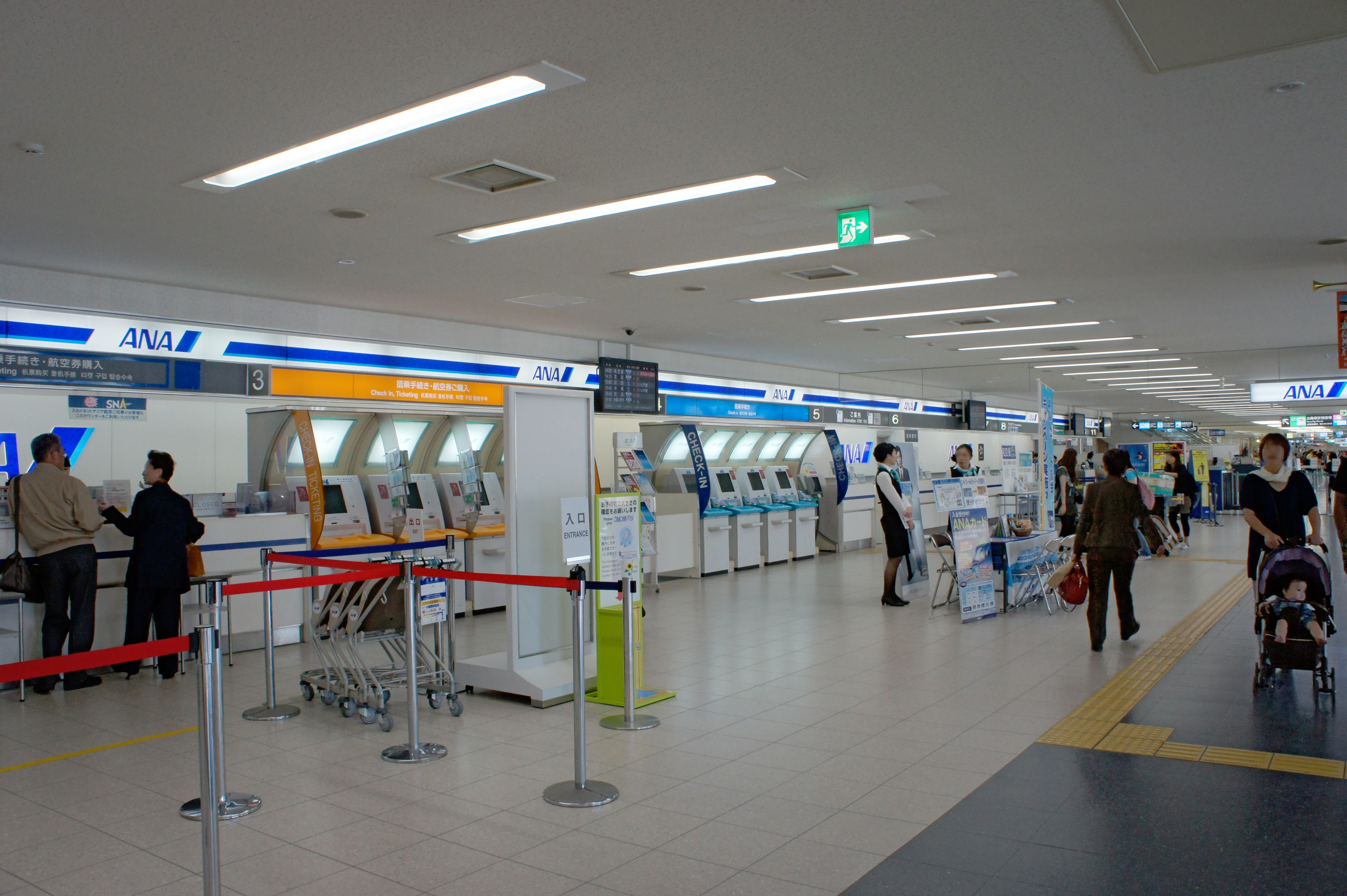
Interior de la terminal
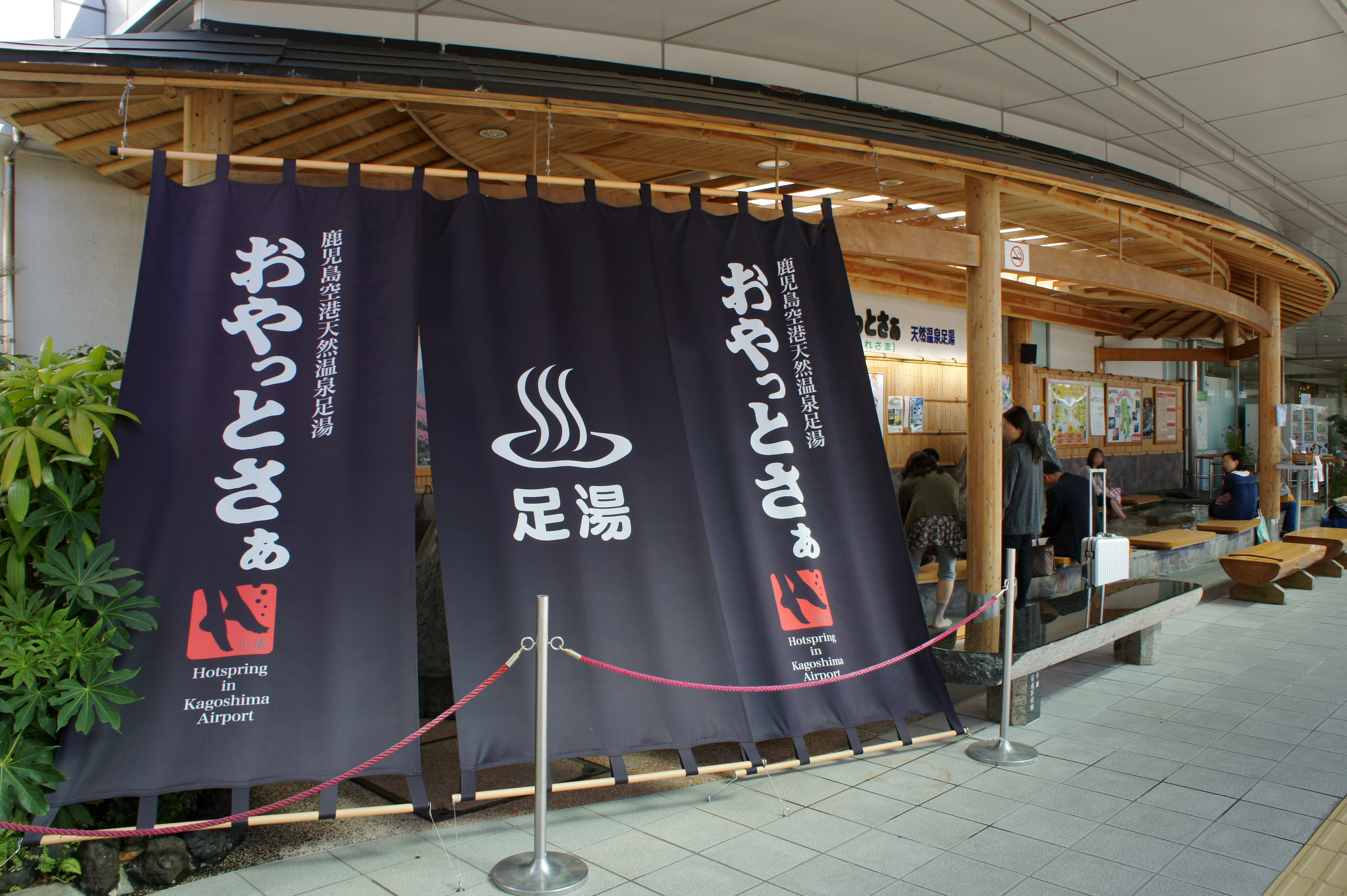
Restaurante típico en la terminal
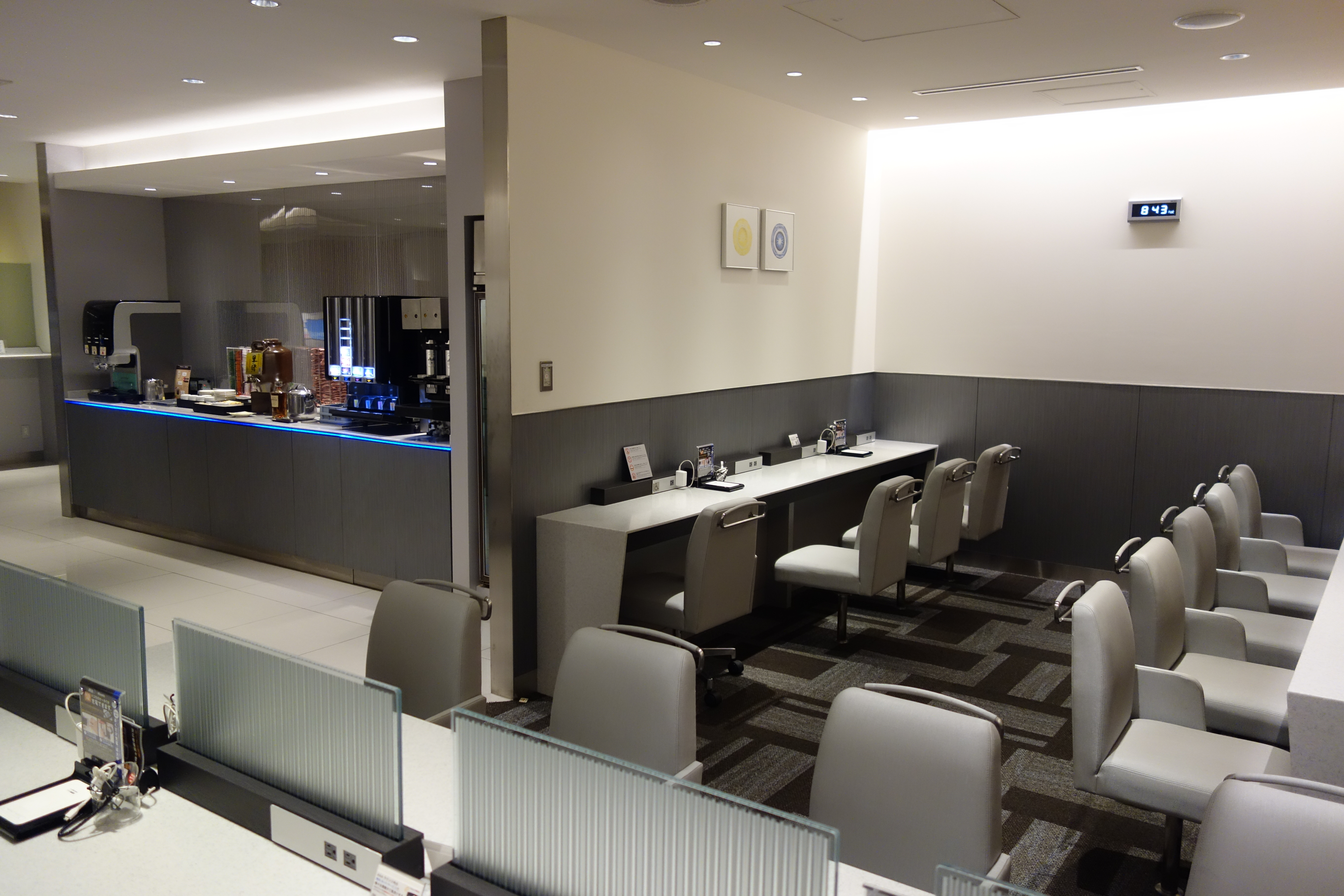
Salón de ANA en el interior de la terminal
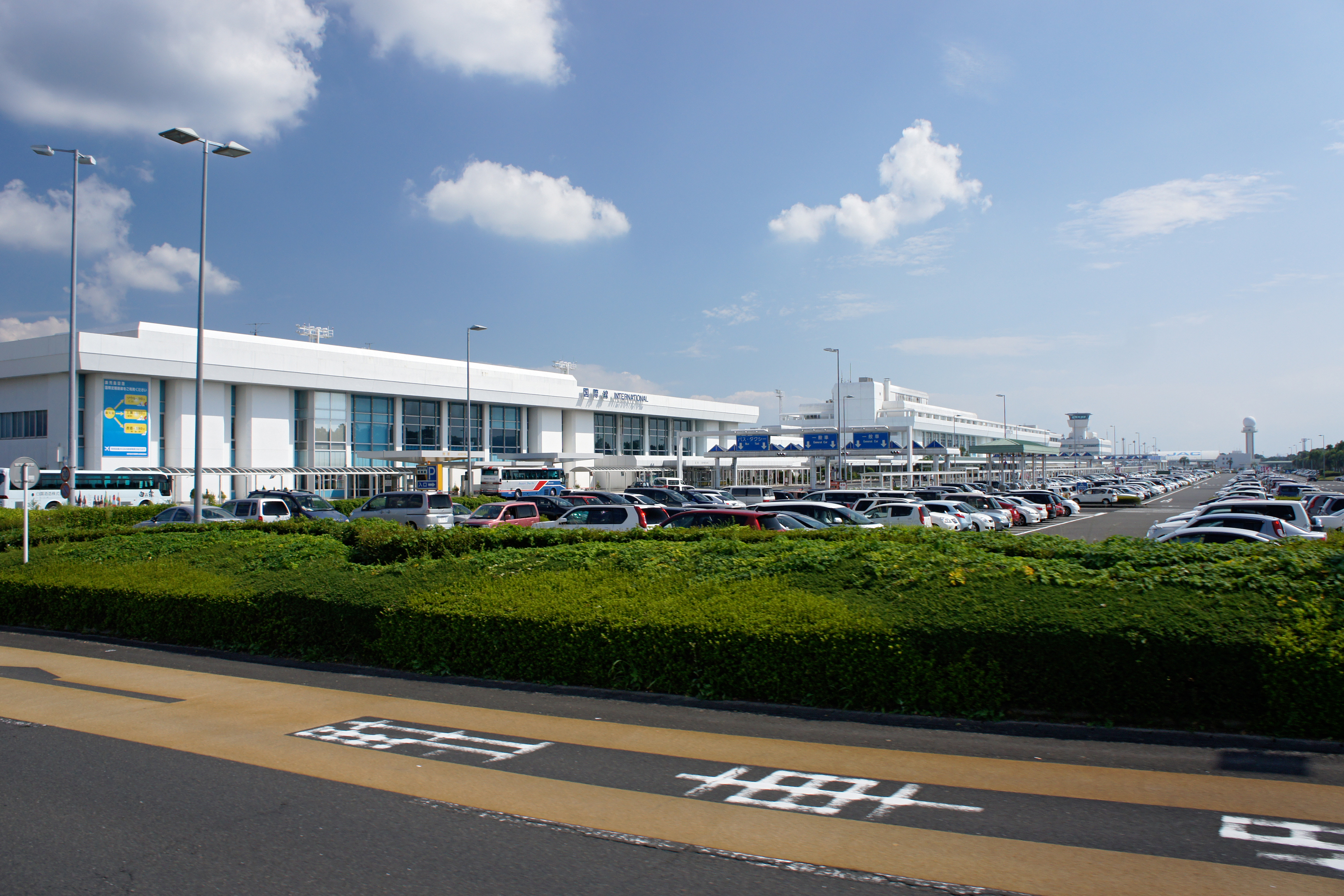
Terminal y estacionamiento
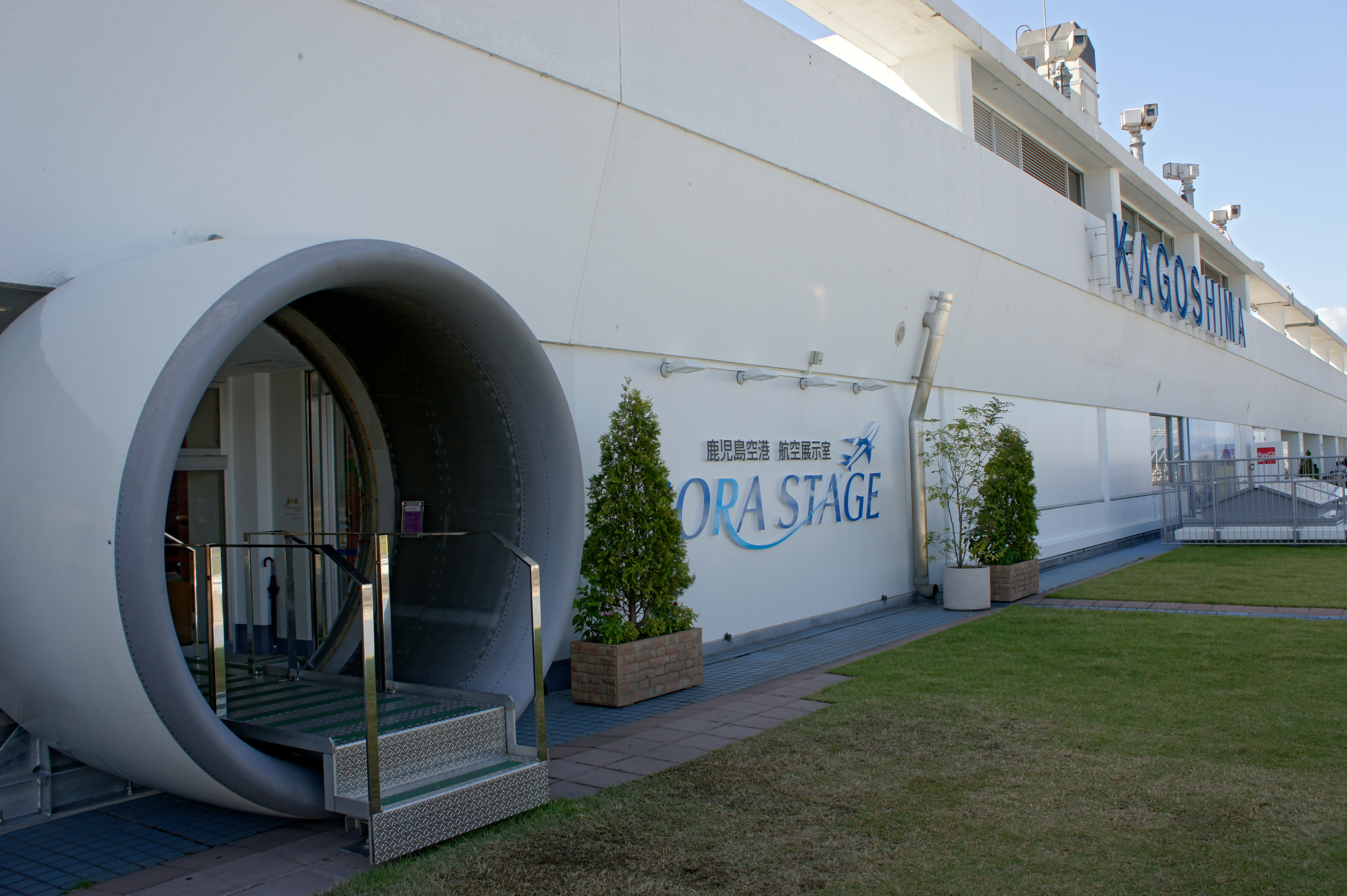
Entrada a la terminal
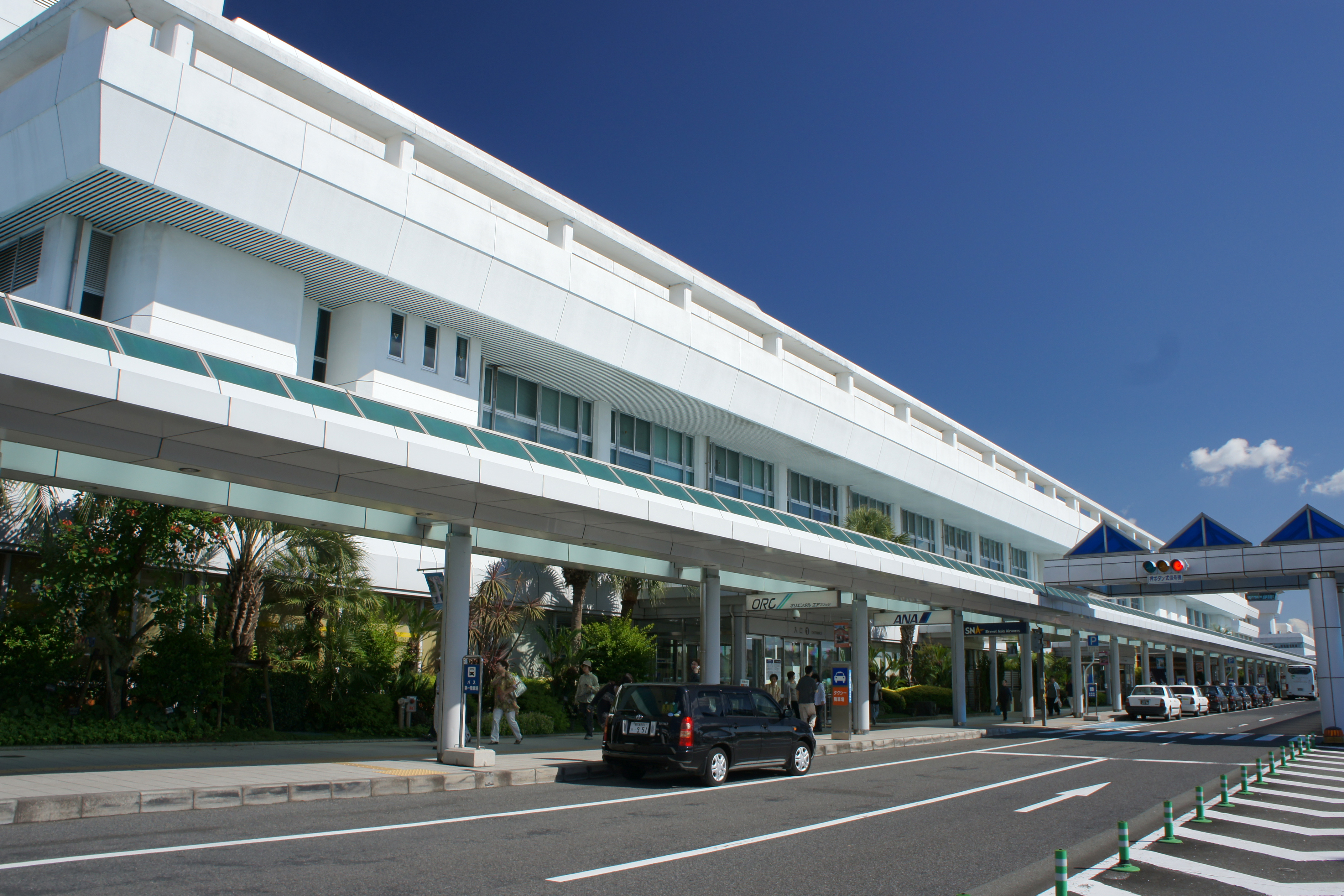
Vista exterior a la terminal
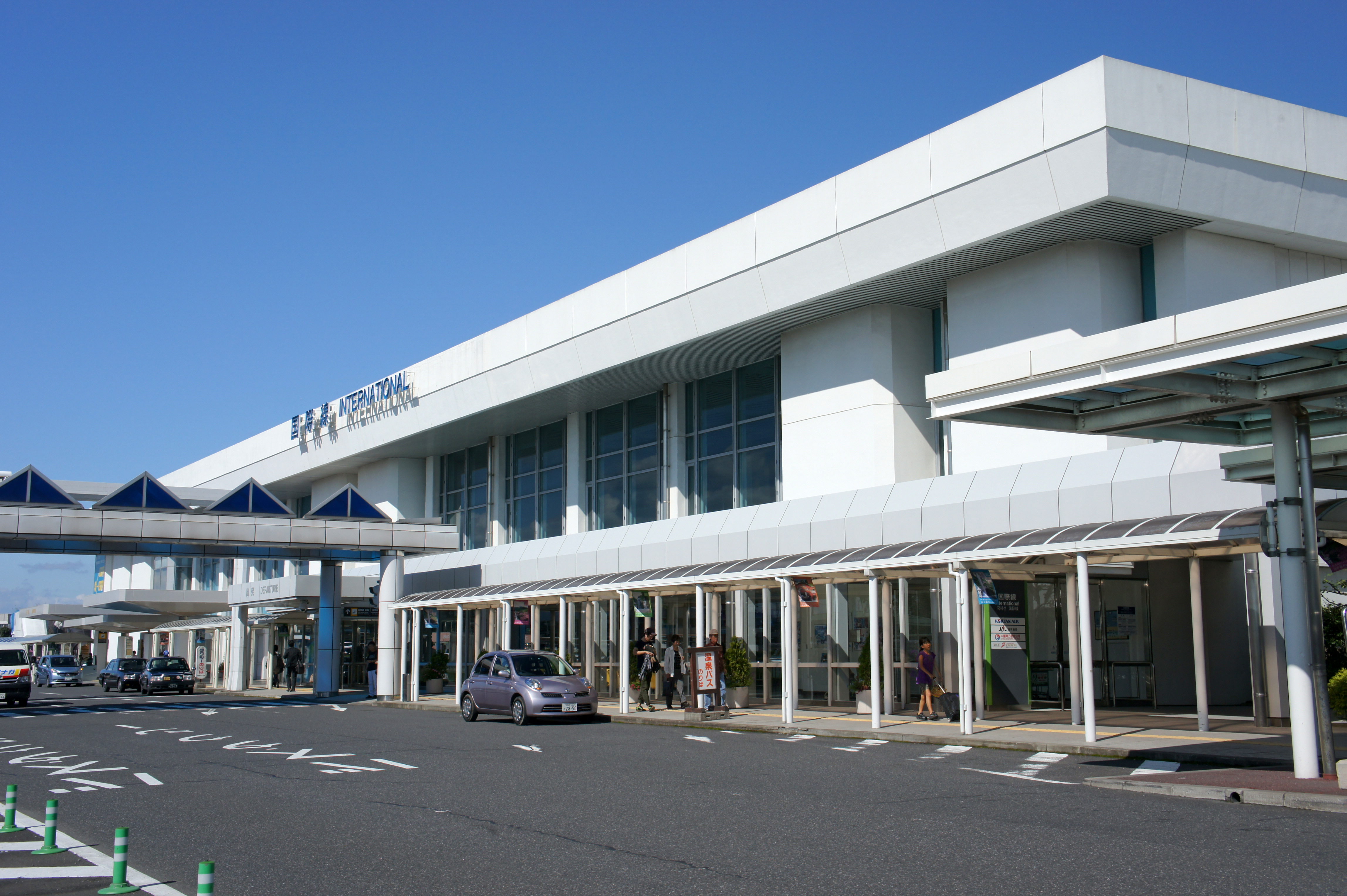
Vista exterior a la terminal
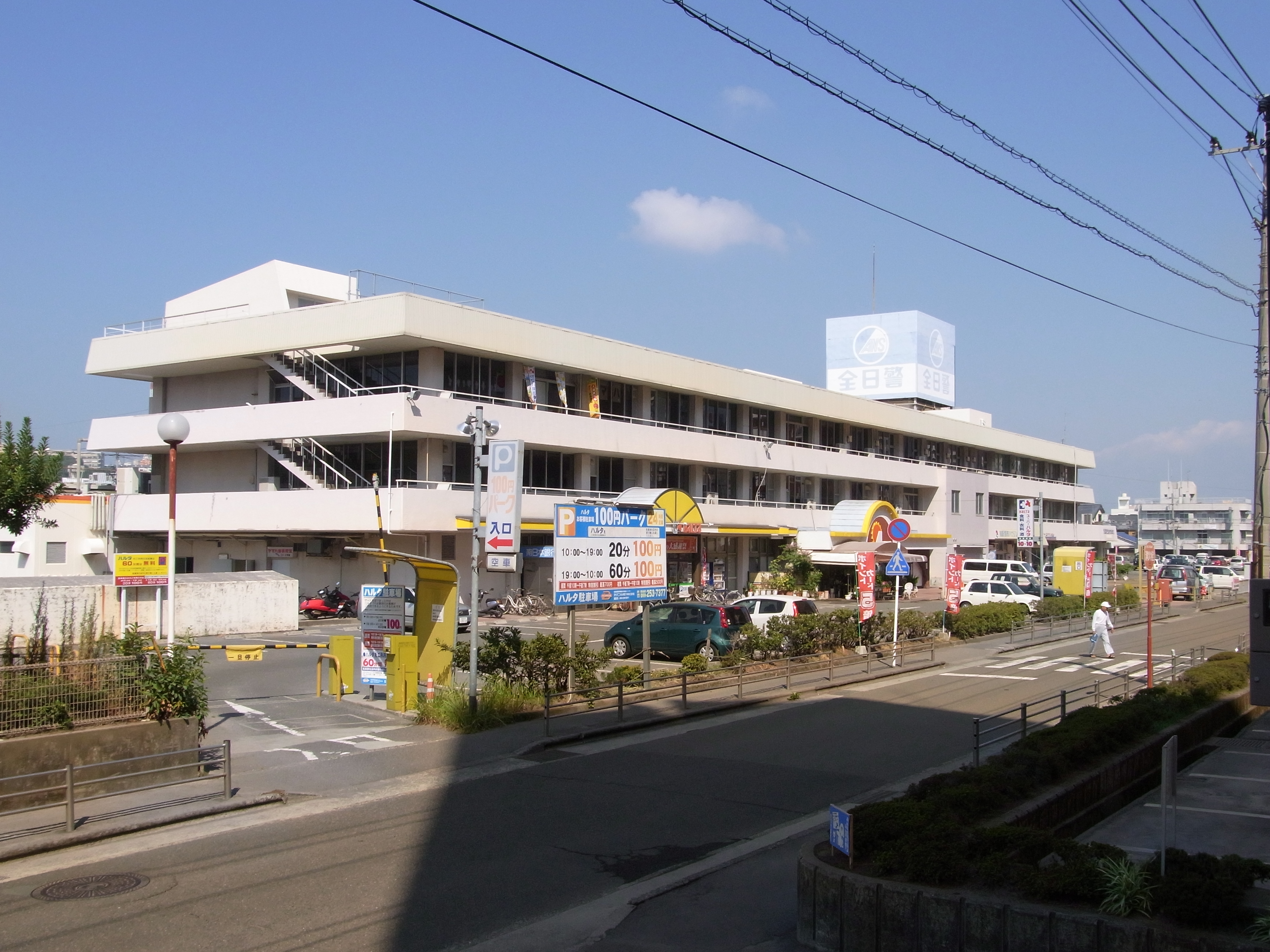
Edificio ubicado en los actuales terrenos del Antiguo Aeropuerto de Kagoshima